# Vilma Santos
Vilma Santos-Recto (Manilla, 3 november 1953) is een Filipijns actrice en politicus. Van 1998 tot 2007 was zij burgemeester van Lipa en bij de verkiezingen van 2007 werd ze gekozen tot gouverneur van de provincie Batangas. Zij was zowel de eerste vrouwelijke burgemeester van Lipa als de eerste vrouwelijke gouverneur van Batangas. Bij de verkiezingen van 2010 en 2013 werd ze herkozen als gouverneur.
Santos is getrouwd met senator Ralph Recto.

## Filmografie
- Mano po III: My love (2004)
- Dekada '70 (2002)
- Bugso (2002) (TV)
- Anak (2000)
- Erpat kong Astig, Ang (1998)
- Bata, bata... Paano ka ginawa? (1998)
- Hanggang ngayon ika'y minamahal (1997)
- Ikaw ang mahal ko (1996)
- Lipa Massacre (1994)
- Nag-iisang bituin (1994)
- Relax ka lang, sagot kita (1994)
- Ikaw lang (1993)
- Dahil mahal kita (1993)
- Engkanto (1992)
- Sinungaling mong puso (1992)
- Ipagpatawad mo (1991)
- Kapag langit ang humatol (1990)
- Hahamakin lahat (1990)

- International Standard Name Identifier: 0000 0000 4848 7859
- Library of Congress Control Number: no2005048661
- MusicBrainz: a27015e0-7b30-4abc-aec3-dd9979d7b23e
- Virtual International Authority File: 24332550